# 비탈리 킴
비탈리 올렉산드로비치 킴(우크라이나어: Віталій Олександрович Кім, Vitaliy Oleksandrovich Kim, 1981년 3월 13일 ~ )은 우크라이나 고려인 4세 출신의 우크라이나 기업인이자 정치인이며 2020년부터 미콜라이우주 주지사를 맡고 있다.
미콜라이우에서 태어났다. 아버지 올렉산드르 킴은 고려인 출신으로 소련 농구 유소년 대표 선수로 뛰었던 농구 감독이다. 비탈리 킴은 마카로프 제독 국립 조선 대학교에서 기업 경제를 전공했다.
미콜리아우에서 기업 경영을 하다가 2019년 인민의 종 캠프에서 선거 운동을 하면서 정치 활동을 시작했다. 2020년 11월 25일 볼로디미르 젤렌스키 대통령이 그를 미콜라이우주 주지사로 임명했다.